# غانجار برانوو
غانجار برانوو (من مواليد 28 أكتوبر 1968) هو سياسي إندونيسي شغل منصب حاكم جاوة الوسطى بين عامي 2013 و2023. وهو عضو في حزب النضال الديمقراطي الإندونيسي القومي ومرشح للانتخابات الرئاسية الإندونيسية لعام 2024، جنبًا إلى جنب مع رئيس قضاة المحكمة الدستورية الإندونيسية السابق محفوظ إم دي [الإنجليزية] . مثل برانوو جاوة الوسطى كمشرع وطني في مجلس ممثلي الشعب لفترتين – 2004-2009 و2009-2013. وقد وُصِف بأنه شعبوي يساري.